# Minas de Matahambre
Minas de Matahambre (o simplemente "Las Minas") es una localidad y municipio cubano, perteneciente a la provincia de Pinar del Río. En 2017, contaba con una población estimada de 32 008 habitantes y una extensión superficial de 867,9 km². Surge como a partir de la división político-administrativa, realizada en octubre de 1976. La densidad poblacional es de 39,4 habitantes por km² distribuidos en 7 consejos populares.

## Geografía
Ubicado al noroeste de la provincia, el territorio es principalmente montañoso. El 70,6 % del territorio corresponde a superficie forestal, frente a un 25,8 % de superficie agrícola,  de los cuales 9 km² correspondientes a cayerías. Al norte, los cayos del municipio (9,38 km²) limitan con el archipiélago de los Colorados, frente al golfo de México; al sur se encuentra la población de San Juan y Martínez; al este limita con Viñales y Pinar del Río, la capital provincial; y al oeste con los municipios de Mantua y Guane.
Su ubicación es proximadamente entre los 22o45' y 22o y 20' de latitud norte y los 83o53' y los 84o7' de longitud oeste. 
Limita al norte con el golfo de México, al sur con el municipio de San Juan y Martínez, al este con los municipios de Viñales y Pinar del Río, y al oeste, con el municipio de Mantua. Entre los accidentes costeros más importantes se encuentran, por la costa norte: playa El Copey, ensenada Río del Medio, bahía y estero de Santa Lucía, bahía de Malas Aguas, punta Francés, punta Pan de Azúcar, etc.

## División administrativa
Fruto de la división político-administrativa de octubre de 1976[cita requerida], el municipio está formado por once asentamientos rurales y tres núcleos urbanos (Minas de Matahambre, su cabecera municipal, Santa Lucía y Sumidero) donde se concentra el mayor porcentaje de población (21 101 habitantes). Administrativamente se articula en siete Consejos Populares:

## Historia

### Etapa prehispánica
Los primeros hallazgos arqueológicos relacionados con los aborígenes mineros datan de mediados del siglo XX, pero los primeros intentos de sistematizar la información aportada, se realizaron a partir de la década de 1920. 
En el Departamento de Arqueología del CITMA se registran del municipio de Minas de Matahambre 96 sitios arqueológicos, lo que representaba el 25,7 % del total provincial, siendo éste uno de los municipios de mayor número. En todos estos sitios, habitaron y realizaron alguna otra actividad, grupos de aborígenes pescadores-recolectores, entre 3500 y 400 años antes de n.e. La mayoría de estos sitios arqueológicos del territorio minero son paraderos, o sea, estancias provisionales de nuestros aborígenes. En 1998 en un estudio realizado se calculaban alrededor de 8 sitios arqueológicos con manifestaciones rupestres o pictografía. 
Estos sitios se encuentran en: la Cueva de Camilo en el valle de Luis Lazo, que fue declarado monumento local y contiene entre otras, un gran mural pictográfico, La Cueva de Manila o de Nicolás en la sierra de Sumidero; Solapa Los Círculos en la ensenada de Los Burros en Cabeza, un sitio de habitación ceremonial con evidencia de arte rupestre, además de encontrarse restos de alimentos y de instrumentos líticos; Solapa la Peldiguera o la Conga Blanca en la sierra de Resolladero, con evidencia de pictografía además de encontrarse abundancia de artefactos líticos; Cueva de Jorge Félix en la Sierra Mesa; Solapa de los Pintores en Cabeza; Solapa María Antonia en sierra Gramales y Solapa el Cormillo en sierra Cabezas, habitaciones ceremoniales con manifestaciones de pictografías.
Además de estos sitios arqueológicos con arte rupestre, el municipio cuenta también con sitios de habitación funeraria como son: la Cueva de Jagüey en el mogote de Pan de Azúcar, se encontraron entre otras, restos humanos con entierros primitivos y secundarios; Cueva de Pío Domingo en el valle de Pica Pica donde en 1953 se observaron entierros primarios; Solapa del Indio, en La Pimienta, sitio de habitación con evidencias de entierros primarios y secundarios. Cueva Román en Caliente, sitio funerario con evidencias de huesos humanos; Solapa del Santo o de los 12 kilos en sierra Gramales, habitación funeraria con evidencias de restos humanos y Cueva la Guataca.
En 1915 Mark Raimond Harrington, arqueólogo norteamericano, descubrió en unos de los sitios arqueológicos de Luis Lazo, utensilios de piedras y de barros y entre 1918 y 1919 exploró algunas cuevas del valle de San Carlos y El Pesquero.
El 29 de julio de 1944, en una cueva situada en la base de la Sierra de Pan de Azúcar, el doctor Antonio Núñez Jiménez y otros, descubrieron restos humanos aborígenes, un mortero de piedra y otras piezas.
En noviembre de 1949, Armando Rivas exploró la Cueva de Brea en Pan de Azúcar y encontró restos indígenas.
En 1950 Arturo Díaz García informó ante la Sociedad Espeleológica Nacional de Cuba que en una reciente expedición por el Álbum Geográfico de Cuba encontraron un residuario en la cueva Caliente.
En 1953 el maestro pinareño Pedro García Valdés descubrió un sitio arqueológico en Río del Medio y otro en Biajaca, en el primero se encontró conchas y objetos ornamentales de huesos. Fue un sitio de prolongación aborigen ya destruido, en el segundo caso, Biajaca o Cocuyo II, también de prolongación aborigen. Este residuario aborigen se exhibe en la sala de Arqueología del Museo Provincial de Historia, en calle Martí de la ciudad de Pinar del Río, donde se observan restos óseos de un feto aborigen, restos óseos de mandíbulas, fémur, vértebras, esternón, etc, de aborigen, así como caracoles, conchas, etc. 
En esa misma sala se puede apreciar un entierro secundario que fue descubierto, en la Cueva del Jagüey en Pan de Azúcar, en el que se puede observar huesos que fueron coloreados de rojo con fines rituales, después de haberlos fragmentados intencionalmente y con posterioridad fueron enterrados nuevamente en forma de “paquete”. Todos los huesos corresponden a una misma persona y probablemente al sexo femenino.

### Campaña de Antonio Maceo en el territorio
El 24 de enero de 1896, Maceo partió de Mantua y al día siguiente llega al poblado de Santa Lucía, acampando en el batey del ingenio “Nuestra Señora de las Nieves”, donde librara un combate contra tropas del ejército español. La marcha invasora del 26 de enero, en territorio minero, fue ruda, cruzaron ríos, desfiladeros, bosques y maniguales. 
| Consejo Popular | Población (2011) | Área (km²) |
| --------------- | ---------------- | ---------- |
| Santa Lucía     | 4 298            | 47.98      |
| La Sabana       | 5 897            | 127.36     |
| Minas           | 9 162            | 89.35      |
| Pons            | 4 428            | 74.34      |
| Cabezas         | 2 347            | 78.71      |
| Sumidero        | 5 405            | 173.83     |
| San Carlos      | 1 707            | 82.31      |
| Total           | 33 244           | 673.88     |

## Relieve
Hacia el norte la llanura Ondulada del Norte, hacia el centro, las Alturas Pizarrosas del Norte, hacia el sur y este, la cordillera de los Órganos, en la que se destacan valles intramontanos como Isabel María, Luis Lazo, Hoyo del Potrerito, San Carlos. Sus alturas principales son: Pan de Azúcar, Peña Blanca, Sumidero, Las Vírgenes, más al sur de la Cordillera de los Órganos (Sumidero), se observan las Alturas Pizarrosas del Sur. Serranías más importantes se encuentran: Sierra Pan de Azúcar, Sierra Cabezas, Sierra Gramales, Sierra Sumidero, Sierra Pica Pica, Sierra Resolladero, Sierra de Mesa.

## Hidrografía
Entre los ríos fundamentales tenemos: El Cuyaguateje, es el mayor de la Provincia, que bañan sus aguas a todo el sur del Territorio. Los que desembocan en la costa norte, son El Copey (Baja), Veguita, Nombre de Dios, Malas Aguas, Pan de Azúcar, Santa Lucía, etc. Algunos de estos ríos en otras zonas del territorio, toman nombres tales como: Peña Blanca, La Yuquilla. Cuenta además con la presa Nombre de Dios y El Mulo. Hacia el sur del territorio y en algunas zonas del este presentan suelos fértiles, útiles para la agricultura, incluido el tabaco. El municipio cuenta con una elevada reserva forestal. 

## Fábrica de Ácido Sulfúrico
La construcción y montaje de esta planta en 1950 se confió a la K.R.E.B.S-C.I.T. de París financiada por el B.A.N.D.E.S entidad bancaria para el desarrollo y Ernesto Romagoza, principal accionista de Matahambre, de ahí su primer nombre de ”Rometales” .